# Ruy Duarte de Carvalho
Ruy Duarte de Carvalho (Santarém, 22 de abril de 1941 – Swakopmund, 12 de agosto de 2010) foi um escritor, cineasta e antropólogo angolano.

## Biografia
Português de nascimento, passou a infância em Moçâmedes, voltando a Santarém, em 1955. Depois do Curso de Regentes Agrícolas, que realizou na então Escola de Regentes Agrícolas de Santarém (atual Escola Superior Agrária), em 1960, foi exercer funções na Estação Experimental do Caraculo, na então Moçâmedes. A seguir trabalhou também nos setores da cafeicultura e da pecuária. Em 1971 resolveu instalar-se em Lourenço Marques, onde foi chefe de produção numa fábrica de cerveja. 
Em 1972 parte para Londres, a fim de estudar realização de cinema. Ao regressar seria admitido na Televisão Popular de Angola, como realizador. É autor das longas-metragens Nelisita: narrativas nyaneka (1982) e Moia: o recado das ilhas (1989), após uma série de obras documentais. 
Adquirindo a nacionalidade angolana em 1983, voltou a sair da antiga colónia para se doutorar em Antropologia, na École des Hautes Études de Sciences Sociales, em Paris. 
A partir de 1976 conciliou a escrita, o cinema e o ensino na Universidade de Luanda. Na década de 2000, leccionou como professor convidado na Universidade de Coimbra e na Universidade de São Paulo, no Brasil. Passou também uma temporada em Berkeley como investigador convidado. 
Autor de referência da língua portuguesa, publicou, entre outras obras, Chão de Oferta (1972) e A Decisão da Idade (1976), reunindo em Lavra (2000), a sua obra poética quase completa. Na ficção salienta-se Como se o mundo não tivesse Leste (1977), e Os Papéis do Inglês (2000). Outros registos literários consistem em Vou lá visitar pastores (1999), uma etnografia, e Actas da Maianga - Dizer da(s) guerra(s) em Angola (2003), reunindo crónicas e pensamentos dispersos. 
Recebeu o Prémio Literário Casino da Póvoa com Desmedida - Luanda, São Paulo, São Francisco e volta (2008). Também em 2008 o Centro Cultural de Belém realizou um ciclo sobre a sua vida e obra, o primeiro que dedicou a um autor de língua portuguesa.
À data da sua morte residia em Swakopmund, na Namíbia.

## Filmografia
- 1976 - Uma Festa para Viver, 40', p/b, 16mm, TPA
- 1976 - Angola 76, É a Vez da Voz do Povo (série de 3 episódios documentais, 100’, p/b, 16 mm, TPA)
- 1976 - Faz Lá Coragem, Camarada, 12O', p/b, 16 mm, TPA
- 1976 - O Deserto e os Mucubais, 2O', p/b, 16mm, TPA
- 1979 - Presente Angolano, Tempo Mumuíla (série de 10 episódios documentais, cerca de 6 horas, p/b e cor, 16 mm, TPA)
- 1982 - O Balanço do Tempo na Cena de Angola, 45', cor, 16 mm, IAC
- 1982 - Nelisita: narrativas nyaneka, 7O', p/b, 16 mm, IAC
- 1986 - Videocarta para o meu irmão Antoninho. 40', cor, video, Maritimo futebol clube da Samba.
- 1989 - Moia: o Recado das Ilhas, 90’, cor, 35 mm, Madragoa Filmes / Gemini Films

## Ligações Externas
- Biografia e Poemas de Ruy Duarte de Carvalho
- Obras de Ruy Duarte de Carvalho
- Cinzas de Ruy de Carvalho depositadas no deserto
- Página no BUALA dedicada ao autor
- RDC Virtual